# 大阪市電谷町線
大阪市電谷町線（おおさかしでんたにまちせん）は、かつて谷町六丁目 - 天満橋間を結んでいた大阪市電の第三期線として開業していた路線。

## 路線概要
起点谷町六丁目
終点天満橋
軌間1,435 mm
架線電圧直流 600 V

## 沿革
1911年（明治44年）8月20日、大阪市電の第三期線として、谷町六丁目 - 天満橋間が開業し、全線開業。
1944年（昭和19年）6月1日、戦時体制の下、鉄材供出を目的に"不要不急の路線"として、谷町六丁目 - 天満橋間が廃止され、全線廃止。

## 駅一覧（廃止時）
| 駅名       | キロ程 | 接続路線                                                                              |
| ---------- | ------ | ------------------------------------------------------------------------------------- |
| 谷町六丁目 | 0.0    | 大阪市電：玉造線                                                                      |
| 谷町三丁目 |        | 大阪市電：谷町寝屋川線・靱本町線                                                      |
| 天満橋     |        | 大阪市電：今橋天満橋筋線・天満橋善源寺町線・曽根崎天満橋筋線 京阪神急行電鉄：京阪本線 |